# Georg Pezolt

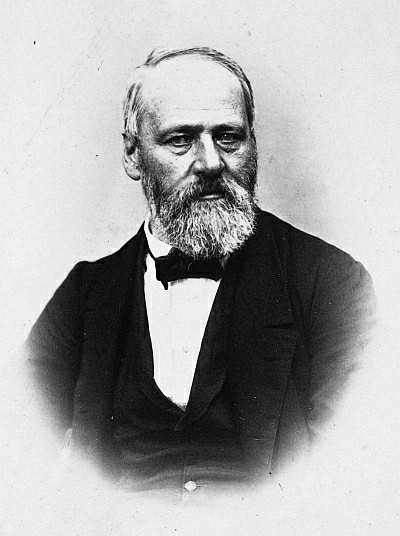
Georg Pezolt

Georg Pezolt (auch Petzoldt oder Petzold; * 8. Mai 1810 in Salzburg; † 28. Oktober 1878 ebenda) war ein Salzburger Maler, Architekt und Kunstschriftsteller und der erste ehrenamtliche Denkmalpfleger der Stadt Salzburg.

## Leben

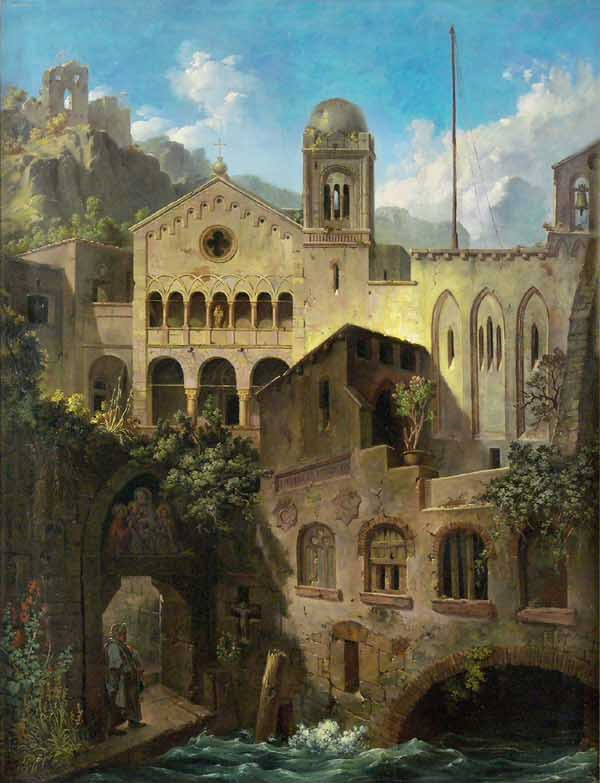
Georg Pezolt: Sant’Antonio in Padua

Seine Lehrzeit verbrachte Pezolt bei Johann Matthias Wurzer. Er wurde mit 17 Jahren vom englischen Archäologen John Molitor nach Italien mitgenommen, was Pezolt nachhaltig prägte. In Italien lernte er den französischen Genremaler Louis Léopold Robert kennen, dem er sich bis zu dessen Selbstmord 1835 anschloss. Darauf kehrte er 1837 nach Salzburg zurück, wo er sich anfänglich ganz der Malerei widmete. In 144 Lithografien gab er bald die „Interessantesten Punkte von Salzburg, Tyrol und dem Salzkammergut“ heraus. Nach 1850 widmete sich Pezolt zunehmend auch anderen Aufgaben. Durch die hohe Wertschätzung, die ihm Salzburger Erzbischof Schwarzenberg entgegenbrachte und später durch seine Funktion als ehrenamtlicher Denkmalpfleger nahm er einen maßgeblichen Einfluss auf die damalige kirchliche Kunst der Erzdiözese. Er hatte wesentlichen Einfluss auf das neu gegründete Salzburger Museum Carolino Augusteum und war maßgebliches Mitglied des Salzburger Kunstvereines. Während sich Pezolt anfänglich gerne mit Bildern aus der altrömischen Geschichte beschäftigte, führte ihn ein zunehmender Positivismus und romantische Schwärmerei künstlerisch immer mehr in die Nähe des Nazarenertums, was sich in einer immer problematischer werdenden Doppelgleisigkeit des Künstlers und Gelehrten äußerte. Seinen Sohn Ludwig Pezold unterrichtete er im Rahmen einer „strengen Schulung“ im Zeichnen. Georg Pezolt war mit dem Maler Josef Mayburger eng befreundet, den er wiederholt ermutigte, die eigenen Kenntnisse und Fähigkeiten zu entfalten.
Sein einziges ausgeführtes Werk der Architektur war die 1848–1853 erbaute Borromäuskirche beim „Alten Borromäum“ (Lodronscher Primogeniturpalast) am Mirabellplatz in der Neustadt, die im neobyzantinischen Stil erbaut, jedoch 1972 wieder abgerissen wurde. Abgesehen etwa vor allem der restauratorischen Gestaltung des Turmes der Franziskanerkirche war das denkmalpflegerisch-künstlerische Schaffen oft stark von historisierender Phantasie geprägt. Unbestritten bleibt die Leistung Pezolts für die Erhaltung der Salzburger Altstadt und des kulturellen Erbes der Stadt.
Georg Pezolt ist begraben auf dem Petersfriedhof Salzburg (Gruppe 402, Nr. 34).

## Werke
Bildende Kunst
- Mariä Heimsuchung, Öl auf Leinwand, 1830, Abtei Michaelbeuern.
- Maria mit Kind, Johannesknaben und hl. Elisabeth, Öl auf Leinwand, 1830, Abtei Michaelbeuern.
- Die interessantesten Punkte von Salzburg, Tyrol und Salzkammergut. 3 Bände. Mit 144 Lithographien und Textblättern. Salzburg, bei Jos. Oberer, 1837–1839.
- Venedig, Blick auf die Frarikirche, Öl auf Leinwand, 1839.
- Der Stauffen bey Salzburg, Öl auf Leinwand, 1847 (Abb.: Dorotheum, Wien)[2]
- Salzburg und seine Angränzungen aus dem Bereiche der Natur, Kunst und Volksgebräuche. 3 Bände. Mit 170 Lithographien auf 152 Tafeln. Salzburg, 1849.
- Süditalienische Familienidylle, Öl auf Holz, 1850.
- Malerische Reise durch das lombardisch-venetianische Königreich. Nach dem Italiänischen übersetzt. Mit Originalansichten, nach den Zeichnungen von G. Pezolt auf Stahl gestochen, H. 2–4., Carlsruhe: Creuzbauer [u. a.], 1834–1835.
- Fresken im frühchristlichen Stil in der Gertraudenkapelle im Petersfriedhof in Salzburg
- Kopie der drittältesten und sehr detailreichen Ansicht der Stadt Salzburg Salzburg vom Kapuzinerberg im Jahr 1565 (52,5 × 149,5 cm, 1856, Original von amerikanischen Besatzungssoldaten gestohlen, einzige erhaltene Kopie von Pezolt).
- Stahlstiche in: Von Wien bis München. Reisehandbuch für alle Stationen der Kaiserin Elisabeth-Westbahn und der k. bair. Staatsbahn nebst Donaufahrt von Passau bis Wien. Literarisch-Artistische-Abtheilung des Österreichischen Lloyd, Triest 1861

Architektur
- Borromäuskirche in der Neustadt der Stadt Salzburg, errichtet im neobyzantinischen Stil, 1848–1853 (1972 abgerissen)
- Kapelle der Erzbischofs im vom Erzbischof Tarnóczy neu erworbenen erzbischöflichen Palais, 1865.

Didaktik
- Vorträge über Geschichte der Christlichen Kunst (1866)